# جون كريمر
جون كريمر (بالإنجليزية: John Cramer (representative))‏ (و. 1779 – 1870 م)هو سياسي، ومحامي من الولايات المتحدة الأمريكية .
وهو عضو في الحزب الديمقراطي الأمريكي .